# Миклош I Кёсеги
Миклош (I) Кёсеги (венг. Kőszegi (I.) Miklós, хорв. Nikola Gisingovac; ? — 1299) — крупный венгерский магнат второй половины XIII века. Палатин Венгрии (1275, 1276—1277, 1284—1285, 1289, 1291, 1294—1295, 1296, 1297—1298), бан Славонии (1280—1281, 1287). Член могущественной семьи Кесеги. Хотя он участвовал в нескольких восстаниях против королевской власти, он оказался более умеренным и конформистским, чем его младшие братья. Миклош поклялся в верности королю Венгрии Андрашу III после неудавшегося восстания в 1292 году. По сравнению с другими ветвями рода Кесеги, линия Миклоша оставалась относительно незначительной, так как он не создавал олигархическую провинцию, независимую от короля, в отличие от своих братьев. Миклош Кёсеги был предком рода Рогонци, который процветал вплоть до середины XV века.

## Семья
Миклош I родился в 1240-х годах в богатой и влиятельной семье Кесеги, происходящей из рода (клана) Хедер. Старший сын могущественного магната Хенрика I Кесеги (? — 1274). Его младшими братьями были Иван, Хенрик II, которые также были возведены в высокий сан в конце равления династии Арпадов, и Петер, епископ Веспрема с 1275 года до гибели в 1289 году.
Был женат на неизвестной дворянке, от брака с которой у него было два сына. Старшим был Миклош II, который унаследовал свои владения и стал предком семьи Рогонци (тогда Людбреги), которая процветала до середины XV века. По словам генеалога Пала Энгеля, у Миклоша также был ещё один сын, Янош, чей единственный известный сын Миклош был упомянут с фамилией «Бери» в одном документе в 1368 году.

## Начало карьеры
Миклош Кесеги впервые появился в исторических документах в марте 1265 года, когда он участвовал в битве при Исасеге вместе со своим отцом Хенриком и младшим братом Иваном. Во время гражданской войны между королем Венгрии Белой IV и его старшим сыном и наследником, герцогом Иштваном, отец Миклоша был верным сторонником короля и возглавлял королевскую армию против герцога. Однако Иштван одержал решительную победу над армией своего отца, и Хенрик Кесеги и два его сына были захвачены в плен . Кесеги были взяты в плен, и после битвы при Исасеге Бела IV был вынужден признать власть Иштвана в восточных частях королевства. 23 марта 1266 года отец и сын подтвердили мир в монастыре Пресвятой Богородицы на острове Маргит, и Хенрик с двумя своими сыновьями, наряду с другими, были освобождены из плена . Когда Иштван V вступил на венгерский престол в мае 1270 года, после смерти своего отца, несколько баронов, включая Хенрика Кёсеги и его сыновей, передали свои замки вдоль западных границ королю Чехии Пржемысл Оттокару II. Следующие два года они провели в изгнании при дворе Оттокара в Праге. Их отъезд вызвал войну между Венгрией и Чехией, которая продолжалась до заключения соглашения в Прессбурге в июле 1271 года.
Хенрик Кесеги и его сыновья вернулись из Чехии в Венгрию после смерти Иштвана летом 1272 года. На трон взошёл его десятилетний сын Ласло IV. Во время его несовершеннолетия многие группы баронов боролись друг с другом за верховную власть с государстве. Прибывший Хенрик Кесеги жестоко убил двоюродного брата короля Ласло, бана Мачвы Белу, единственного взрослого мужчину из рода Арпадов. Кёсеги вступили в союз с Гуткеледами и Герегье, образовав одну из двух основных баронских групп (в другой доминировали кланы Чак и Моносло). Отец Миклоша стал ключевой фигурой на раннем этапе эпохи так называемой феодальной анархии. Когда Хенрик Кёсеги расширил свое господство в королевском совете, Миклош служил в качестве ишпана графства Сан в Нижней Славонии с 1273 по 1274 год, где его отец выступал в качестве бана Славонии. Впоследствии Миклош был назван ишпаном Ройча (ныне Ровище, Хорватия), который лежал на территории комитата Крижевци, в 1274—1279 годах . В конце сентября 1274 года Петер Чак разбил объединённые силы Кёсеги и Гуткеледов в битве при Февене. Хенрик Кесеги был убит, но его сыновьям Миклошу и Ивану удалось бежать с поля боя, отведя свои ортряды на пограничные земли между Венгрией и Австрией. После этого Петер Чак и молодой король Ласло IV собрали армию и выступили в поход на владения клана Кёсеги осенью 1274 года. Их войска вошли в Западную Венгрию, грабя земельные владения братьев. Миклош и Иван укрылись в замке Салонак (сейчас — Штадтшлайнинг, Австрия). Королевская армия осадила форт, но не смогла захватить его из-за наступающей зимы. Благодаря его честолюбивым и беспринципным сыновьям семья Кесеги пережила смерть их отца.

## Крупный барон

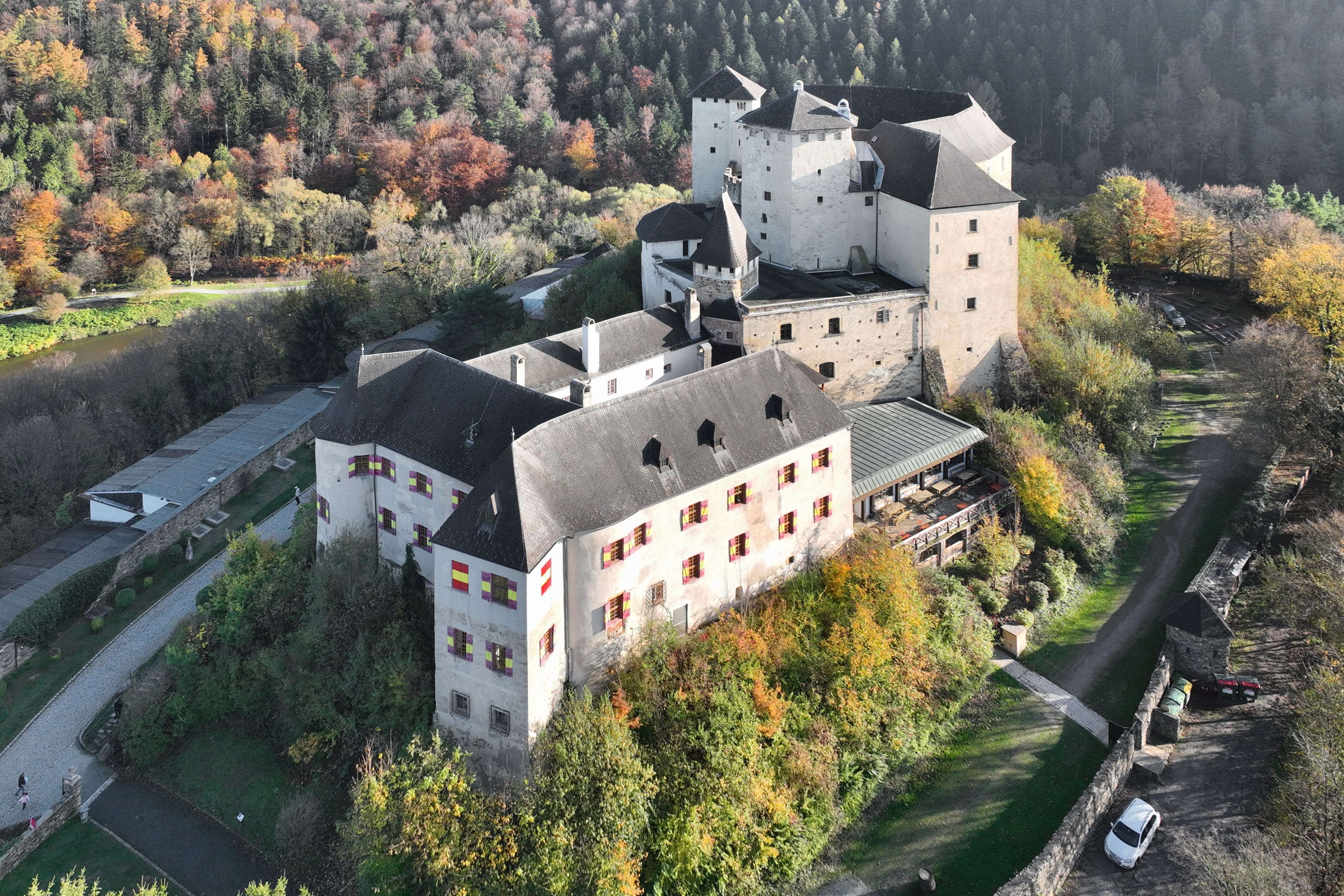
Замок Локкенхаус (Лека), принадлежащий Миклошу Кесеги и его потомкам до начала XIV века

### Восстания противЛасло IV
Несмотря на свой мятеж против монарха, сыновья Хенрика Кёсеги восстановили свое влияние и вновь взяли власть к весне 1275 года, когда Миклош стал палаином Венгрии, в то время как его младший брат Иван получил должность бана Славонии. Помимо этой должности, Миклош также исполнял обязанности ишпана комитата Шопрон. Назначение Миклоша II Кёсеги палатином ознаменовало собой поворотный пункт в истории феодальной анархии. До этого соперничающие баронские группы делегировали в кабинет престарелых почетных баронов, например, Дениша Печа или Роланда Ратота. После 1275 года, когда Миклош II Кёсеги нарушил эту «традицию», ведущие члены двух главных «партий» получили должность палатина. Будучи палатином, Миклош подтвердил прежнее королевское дарование и передал двадцатую десятину комитата Шопрон цистерцианскому монастырю в Борсмоносторе (ныне Клостермариенберг, округ Маннерсдорф-ан-дер-Рабниц в Австрии). Миклош II потерял должность палатина осенью 1275 года, когда Чаки вновь заняли свои посты в королевском совете. После этого группа клана Чак начала массированную военную кампанию против владений Кесеги и Иоахима Гуткеледа. Войска Петера Чака опустошили Веспрем, епископское владение епископа Петера Кесеги, брата Миклоша. Иоахим Гуткелед и Кёсеги вновь отстранили своих противников от власти на собрании баронов и дворян в Буде около 21 июня 1276 года . Впоследствии Миклош был назван палатином Венгрии и ишпаном комитатов Мошон и Шопрон до следующего года.
Союзник Кесеги Иоахим Гуткелед погиб во время сражения против клана Бабоничей в апреле 1277 года. Месяц спустя генеральная ассамблея объявила короля Ласло IV совершеннолетним и уполномочила его восстановить внутренний мир всеми возможными средствами. Этими событиями закончилась пятилетняя хаотическая обстановка в королевстве. Кесеги и Бабоничи разделили провинцию Иоахима Гуткеледа между собой на границе Трансданубии и Славонии. Во второй половине 1270-х годов братья Миклош и Иван Кёсеги выделили родовые семейные владения в комитате Вараждин своему младшему брату Хенрику. В ходе раздела земель между двумя старшими братьями в 1279 году Ивану были пожалованы Кёсег, Боростьянке (современный Бернштайн, Австрия) и Шарвар, а Сентвид и Лека (современный Локенхаус, Австрия) перешли в собственность Миклоша II. В последующие десятилетия Миклош Кёсеги расширил свое влияние в Юго-Западной Трансданубии, приобретя крупные землевладения и деревни, хотя и в более умеренном виде по сравнению с его младшими братьями Иваном и Хенриком, которые были одними из самых могущественных олигархов в королевстве к концу 13-го века. До 1292 года Миклош Кёсеги захватил замок Плоске у Миклоша Хахота. Брат последнего Арнольд Хахот (? — 1292) безуспешно пытался отбить эту крепость в тот год. Миклош Кёсеги также приобрел несколько поместий в Верхней Славонии и замок Рехниц в комитате Ваш (современный Рехниц в Австрии), где постоянно проживал его сын-тезка, а его потомки получили свою фамилию после этого форта, который ранее принадлежал Чепану Яку, умершему без наследников. Вполне вероятно также, что он построил и владел замком Канижа в комитате Зала.

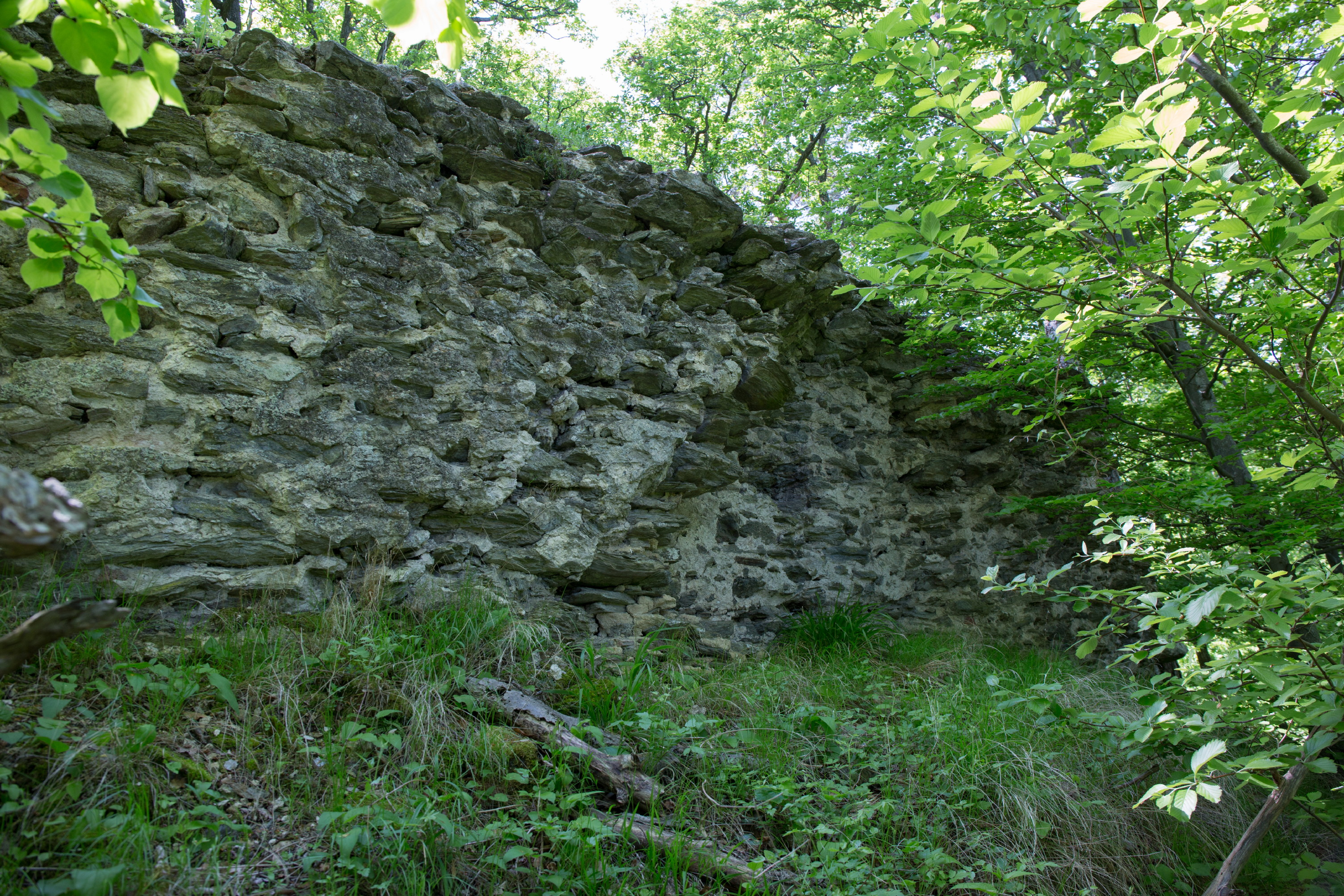
Руины замка Рехниц (Rohonc), принадлежавшего Миклошу Кесеги и его потомкам до начала XV века

С 1277 года семья Кесеги находилась в состоянии восстания против короля Венгрии Ласло IV. Политически мотивированный Иван Кесеги даже пригласил дальнего родственника короля Андрея Венецианского на венгерский престол в 1278 году. Однако победа над королем Чехии Оттокаром II в битве на Мархфельде 26 августа 1278 года укрепила внутриполитические позиции короля Ласло. После этого братья Кесеги присягнули на верность Ласло IV в начале 1279 года . Миклош Кёсеги служил баном Славонии с осени 1280 по 1281 год. В этом качестве он и два его брата разграбили поместья Загребской епархии в разное время в последующие месяцы. В результате в марте 1281 года загребский епископ Тимофей отлучил их от церкви. В конце 1283 года король Ласло IV снова возглавил неудачную кампанию против крепостей Ивана Кесеги. Вместе со своими братьями Миклош оказывал помощь Ивану. После того как Ласло потерпел неудачу, Миклош, Хенрик и епископ Петер вторглись в южную часть Трансданубии и совместно осадили епископский город Печ в марте 1284 года. После своей неудачи Ласло пришлось примириться с братьями Кесеги весной 1284 года. Миклош Кёсеги получил должность палатина Венгрии в третий раз в своей карьере. Кроме того, он был также ишпаном комитата Пожонь. Он занимал обе должности по меньшей мере до декабря 1285 года.
В 1285 году, когда Альбрехт I, герцог Австрии, повел свои войска против провинции Ивана Кёсеги после серии грабежей и набегов последнего на австрийские приграничные районы. Австрийский герцог намеревался осадить замок Боростанке, Иван Кёсеги снова обратился за помощью к Миклошу, Петеру и Хенрику, которые набрали армию из 1000 человек. Чтобы устранить влияние могущественных баронов в королевском совете, король Ласло в сентябре 1286 года изгнал оттуда членов баронской группы Кесеги-Борша. Также пренебрегая аристократическими соперниками Кесеги, король назначил своих собственных верных солдат и меньшую знать на высокие государственные посты. Не исключено, что за это время Миклош также лишился обоих своих постов. После этого король Ласло IV начал свою пятую и последнюю королевскую кампанию против братьев Кесеги в ноябре 1286 года. Король занял Кёсег, но Ивану удалось спастись. Одновременно на северном фронте войны Миклош Кесеги и Апор Печ осадили и захватили замок Прессбург, опустошив прилегающий регион (замок был возвращен королевской короне только в следующем году). Соединившись к силами клана Борша, Кёсеги в марте они совместными силами нанесли поражение армии короля Ласло на реке Житва (Житава) . После нового примирения Миклош Кесеги был назначен баном Славонии, он был впервые упомянут в этом качестве в июне 1287 года. Непрерывные грабежи Ивана Кёсеги в Австрии и Штирии привели к широкомасштабной войне («Güssing Feud»; немецкий язык: Güssinger Fehde) с герцогом Альбрехтом на протяжении всего 1289 года. Австрийцы захватили по меньшей мере 30 крепостей и поселений вдоль западных границ, в том числе два замка Миклоша, Рохонк (май) и Сентвид (декабрь).
Миклош Кесеги обладал должность палатина Венгрии, согласно хартии, изданной 8 сентября 1289 года. Поскольку другой документ, который был расшифрован на следующий день, ссылается на Рейнольда Бастели как действующего палатина, венгерский историк Дьюла Паулер утверждал, что в то время в королевстве было два палатина одновременно, как предшественник установленной политической администрации в конце правления Андраша III. Однако историк Аттила Жолдос поставил под сомнение теорию Паулера, доказав, что королевская хартия, изданная 9 сентября, и её транскрибированная версия 30 сентября не были подлинными. Историк Тибор Шеч считает, что Миклош Кесеги произвольно использовал титул палатина в сентябре 1289 года, без признания монарха. Он утверждает, что некоторые тексты неаутентичных уставов того периода были основаны на подлинных документах. Миклош Кесеги был назван ишпаном комитата Шомодь с 1289 по 1295 год.

## Отношения с королем Андрашем III
Семья Кесеги поддерживала притязания Андраша Венецианского на венгерский престол с начала 1290 года. Король Венгрии Ласло IV был убит своими куманскими подданными в июле 1290 года. Андраш III был коронован королем в Секешфехерваре несколько недель спустя. Вместе со своими братьями Миклош Кесеги надеялся, что Андраш вернет потерянные их семьей земельные владения и форты герцогу Альбрехту. Он был сделан палатином Венгрии около февраля 1291 года, заменив на этой должности Амадеуса Абу, который был послан в Польшу, чтобы возглавить вспомогательные войска, которые должны были помочь Владиславу Локетеку в его объединительной войне. Миклош Кёсеги участвовал в походе против Австрии. Однако Хайнбургский мир, завершивший войну, предписал разрушить крепости, захваченные Альбрехтом у Кесеги, что было в интересах обоих монархов. Кесеги были возмущены поступком Андраша . К концу года Миклош Кесеги потерял свою должность. После нескольких месяцев напряженности братья Кесеги подняли открытое восстание против Андраша весной 1292 года, признав племянника покойного Ласло, Карла Мартелла Анжуйского в качестве короля Венгрии. В то время как Иван Кесеги грабил королевские поместья в Трансданубии, Миклош со своей армией штурмовал и захватил замки Прессбург и Детрех. Он также начал осаду крепости Сенчен в комитате Нитра (ныне Сеница, Словакия), но Андраш III выслал на помощь осажденным армию и вынудил силы Миклоша Кесеги отступить. Впоследствии королевская армия отбила Прессбург и Детрех под предводительством Матуша Чака и подавила восстание к июлю 1292 года.

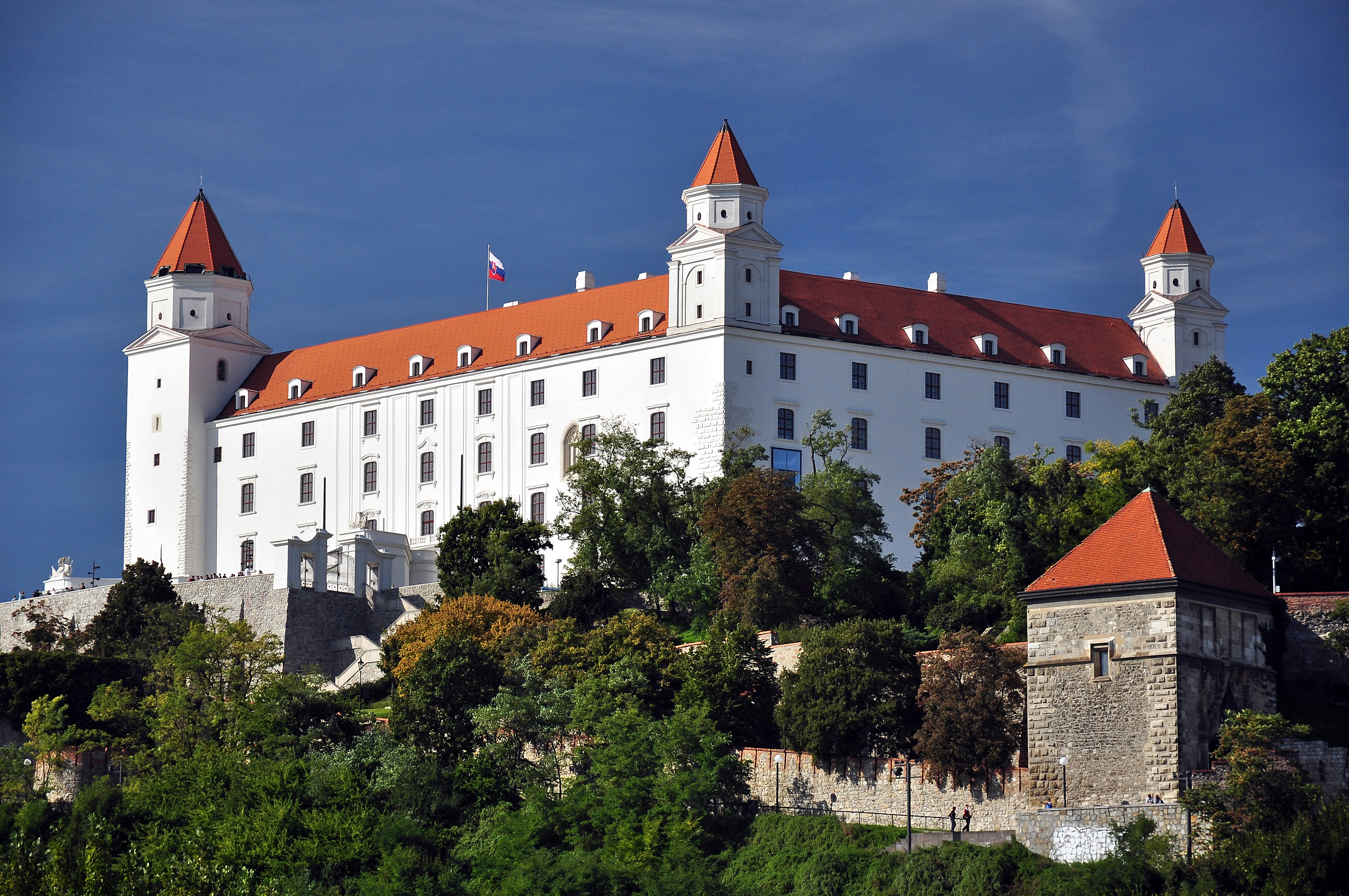
Миклош Кесеги дважды осаждал и оккупировал Братиславский град (Прессбург), в 1286 и 1292 годах, на короткое время в обоих случаях

После 1292 года произошёл перелом в его политической ориентации. Миклош Кёсеги не поддержал своего младшего брата, более беспринципного Ивана, который захватил и заключил в тюрьму Андраша III во время его кратковременного путешествия в Славонию в августе 1292 года. Миклош участвовал в разрешении кризиса и был в числе тех верных баронов и дворян, которые посылали своих родственников или знакомых в качестве заложников к Ивану, чтобы освободить Андраша III. В то время как Иван Кесеги оставался мятежником в течение оставшейся части правления Андраша, Миклош поклялся в верности монарху после их неудавшегося восстания, таким образом, их политические ориентации постепенно отделились друг от друга. Миклош Кесеги служил палатином Венгрии. по крайней мере, с первой половины 1294 года до лета 1295 года. Он также упоминался как ишспан комитата Фейер в многочисленных документах в 1295 году. В тот год Миклош Кесеги и Пал Балог, епископ Печский, помогли Королеве-матери Томасине Морозини изгнать мятежную Миззе, бывшего палатина из замка Секше в комитате Баранья, после того, как он захватил власть у королевы. Они успешно осадили и захватили Секшу и передали его Томашине. После короткого перерыва Миклош Кесеги снова служил в качестве палатина Венгрии, согласно единственному документу от мая 1296 года. Согласно историку Аттиле Жолдосу, в первые годы правления короля Андраша III существовало соглашение между могущественными семьями Аба и Кесеги, члены которых занимали должность палатина Венгрии, меняясь летом каждого года.
Король Венгрии Андраш III женился на Агнессе, дочери герцога Альбрехта Австрийского в феврале 1296 года. Впоследствии, при поддержке своего тестя, Андраш попытался устранить власть Кесеги и начал ещё одну войну против клана в августе 1296 года. Пока австрийские войска осаждали некоторые замки Ивана Кесеги, архиепископ Лодомер отлучил от церкви братьев, в том числе и Миклоша. К октябрю королевской армии удалось захватить только замок Кёсег и ещё два форта у Ивана Кесеги. Во время королевского похода Миклош Кёсеги успешно оборонял замок Сомогивар от армии Андраша. После неудачи король Андраш примирился с Миклошем Кёсеги после мая 1297 года, в то время как Лодомер также освобождал его от отлучения от церкви. После восстания Матуша Чака в конце августа 1297 года, Андраш III восстановил двойную систему, и Миклош и Амадеус Аба были назначены палатинами королевства. Миклош Кесеги отвечал за Цисданубский регион (лат.palatinus citradanubialis) . В современном контексте это означало, что он имел юрисдикцию над Западной Венгрией в этом качестве, в то время как Амадеус Аба контролировал комитаты в Восточной Венгрии (поскольку «Трансданубия» имела другое значение, чем в наши дни) . Они сохраняли свои должности до июня 1298 года. Когда Миклош II Кёсеги присутствовал на сейме 1298 года, его уже называли «бывшим» палатином. Миклош был также участником сейма, который состоялся летом 1299 года, где присягал на верность монарху и его младший брат Хенрик. Миклош Кёсеги скончался в конце 1299 года.